# Clinopogon scalaris
Clinopogon scalaris là một loài ruồi trong họ Asilidae. Clinopogon scalaris được Bigot miêu tả năm 1879. Loài này phân bố ở miền Australasia.